# Cheval colonial espagnol
Pour les articles homonymes, voir Cheval espagnol.
Le cheval colonial espagnol est un type de cheval fondateur, issu de populations équines ibériques et amené dans les Amériques. La forme ancienne de la race a été nommée le genet d'Espagne ou le barbe espagnol. Le terme englobe de nombreuses races trouvées maintenant surtout en Amérique du Nord. Son statut est considéré comme en danger critique d'extinction, et ces chevaux sont enregistrés par plusieurs autorités.
Le descendant le plus direct aujourd'hui est probablement le mustang espagnol. Bien que le mustang original descende du cheval colonial espagnol, tous les chevaux sauvages des Amériques ne sont de descendance espagnole, des croisements considérables ont été effectués.